# Theridion iramon
Theridion iramon là một loài nhện trong họ Theridiidae.
Loài này thuộc chi Theridion. Theridion iramon được Herbert Walter Levi miêu tả năm 1963.